# زیردریایی کی-۱ (اتحاد جماهیر شوروی)
زیردریایی کی-۱ (اتحاد جماهیر شوروی) (به انگلیسی: Soviet submarine K-1) یک زیردریایی بود که طول آن 97.65 m بود. این زیردریایی در سال ۱۹۳۸ ساخته شد.